# Сирена (оповідання)
«Сирена» (рос. Сирена) — оповідання Антона Чехова, вперше опубліковане 1887 року. 

## Сюжет
Група судових чиновників після засідання мирового з'їзду сиділа в дорадчій кімнаті чекаючи, поки голова з'їзду Петро Миколайович напише свою «особливу думку». Час обіду вже пройшов, і всі були голодні. Дільничний суддя Жілін почав говорити про їжу. Він згадав, як одного разу його мрія — страва «порося під хроном» викликала у нього істерику. Оповідь про їжу ставала дедалі пристраснішою, заважаючи голові писати «особливу думку». Один за одним чоловіки вибігали з дорадчої кімнати, не в змозі опиратися спокусі. Зрештою Петро Миколайович також не витримав, "махнув рукою й кинувся до дверей", так і не написавши «особливу думку».

## Історія публікації
За словами Олександра Лазарева-Грузинського, письменник написав оповідання за один день у Бабкіно. Михайло Чехов був упевнений, що в оповіданні відбилися враження письменника від проживання у Звенигороді. Там Антон Чехов «відвідував засідання повітових з'їздів, де познайомився з укладом чиновницького життя».
Оповідання вперше вийшло друком у 231-му номері Петербурзької газети від 24 серпня (за старим стилем) 1887 року в розділі «Летючі нотатки» з підписом «А. Чехонте». Після стилістичних змін і скорочень Чехов включив оповідання до першого тому зібрання своїх творів, що його видав Адольф Маркс у 1899—1901 роках. Чехов також прибрав з оповідання натяки на події в Болгарії, додав деякі деталі, як от напис на келишку: «Таковину й ченці заживають».
За життя Чехова оповідання переклали німецькою, польською, сербськохорватською і шведською мовами.

## Переклади українською
Оповідання «Сирена» увійшло до першого тому тритомного зібрання перекладів Чехова українською мовою, що вийшло 1930 року у видавництві Книгоспілка. Перекладач — Іван Рильський.